# RTL (Németország)
Az RTL (korábban RTL plus, illetve RTL Television, eredetileg a Radio Télévision Lëtzebuerg rövidítése) egy németországi kereskedelmi tévécsatorna, a luxemburgi RTL Group SA konszern leányvállalata, mely 1984. január 2-án kezdte meg műsorszórását. A csatorna egyaránt elérhető kábeles, műholdas és DVB-T (földi sugárzású digitális) formában is. Logója: három különböző színű mozaikkockán az R, T és L betűk. A kockák színei változóak, az identektől és a csatorna adott tartalmától függően.

## Története

### 1984-1992: A kezdetek
Az RTL 1984. január 2-án délután fél hatkor kezdte meg adását, akkoriban RTL Plus néven és Luxemburgból. Egy nappal később indult el, mint a konkurens PKS (a mai Sat.1 elődje), az első műsor a Hans Meiser és Björn-Hergen Schimpf által vezetett 7 vor 7 volt. A műsoridő a maihoz képest nagyon kevés volt: hétfőtől péntekig 17:30 és 22:30, hétvégén pedig 17:30 és 24:00 között volt adás. Ekkoriban még csak 200 ezer háztartásban volt a csatorna elérhető. 
1985-től már műholdon is lehetett a csatornát fogni. A Westdeutsche Allgemeine Zeitung 10 százalék részesedést szerzett a csatornában. 1987-ben elindult a csatorna reggeli műsora a Guten Morgen Deutschland (Jó reggelt Németország!) 1988-tól a csatorna Kölnből sugározza a műsorokat, és ekkorra már 6 és félmillió nézője volt, az adó hírműsorát, a 7 vor 7-t, RTL aktuell névre cserélték le, aminek felvezetőjében 1992-ig elhangzott a Die Bilde des Tages (A nap képei) alcím.
Az RTL Kölnbe való átköltözésével a csatorna megkezdte saját gyártásű műsorainak készítését is: az Alles nichts oder (Mindent vagy semmit) egy komikus-vetélkedő műsor volt, 1990-ben elindította a csatorna felnőtteknek szóló Tutti Frutti című erotikus játékshow műsorát, amely 1993-ig volt adásban. Ebben az évben indult a Mini Playback Show, amiben gyerekek kedvenc ismert énekesüket és egy slágerét imitálták. 1990-től a két Németország újraegyesítése után az RTL műsora az egykori NDK területén is teljesen foghatóvá váltak.  Valamint megvette a Bundesliga mérkőzések közvetítési jogát. 
1992-ben indult el a csatorna mai napig futó szappanoperája a Gute Zeiten Schlechte Zeiten.

### 1992-től napjainkig
Nagy változás 1992. október 31-én szombaton következett be, mert logót és nevet váltott, ekkortól nevezik RTL Televisionnak, elindult a csatorna magazinműsora az Explosiv - Das Magazin.  A csatorna 1994-ben indította el másik mai napig vetített szappanoperáját az Unter Uns (Egymás közt) című sorozatot. 1993 és 1997 között az RTL piacvezető kereseldemi televízió volt Németországban. 1999 szeptemberében került adásba a Wer Wird Millionär? című kvízjáték Günther Jauch vezetésével, mely műsor a mai napig egyike az RTL húzóműsorinak. 1993-ban két testvéradót: a VOX-ot és az RTL II-t indította el. Később tovább bővítették a csatornaportfóliót: 1995-ben a Super RTL-t, 2006-ban három tematikus csatornát: az RTL Crime-ot, az RTL Passion-t és az RTL Living-et, 2012-ben az RTL Nitro-t indították el. 2016. Június 1-től egy új csatornát indított a korábbi névvel RTL plus néven. Magyarországon 1997-ben indult RTL Klub néven csatorna, Horvátországban pedig 2004-ben, RTL Televizija-ként. 2016. június 4-én elindította a TOGGO plus nevű gyerekeknek szóló csatornát, amely 1 órás eltolással sugározza a Super RTL-t. 2021. szeptember 15-én teljesen megújult az RTL, és 29 év után logót váltott, valamint az RTLplus-t átnevezték RTL Up-ra és három testvércsatornája (Crime, Living, Passion) is megújult. 2021. november 4-én a TVNOW, a csatorna streaming platformja nevet váltott RTL+-ra.

### Formula–1
A csatorna első ízben 1984 és 1988 között közvetített összesen 38 Formula–1-es versenyt Németországban. 1991-től ismét megszerezték a közvetítési jogokat, az azévi francia nagydíjtól kezdve egészen a 2020-as abu-dzabi nagydíjig közvetítették az F1-et. 1991-ben mutatkozott be a sportban a későbbi hétszeres világbajnok Michael Schumacher, akinek a sikereinek köszönhetően Németországban ugrásszerűen megnőtt a F1 népszerűsége. Az RTL sikeresen lovagolta meg ezt a hullámot, a közvetítéseik csúcsát Schumacher ferraris egyeduralkodása hozta el, a legnézettebb évük a 2001-es volt, amelyben versenyenként 10,44 millió nézőt regisztráltak átlagban. A legnézettebb verseny, amit közvetítettek, az az 1997-es európai nagydíj volt, 15,41 millió nézővel. Bár ingyenesen közvetítették a Formula 1-et a német tv-nézőknek, az RTL-t rengeteg kritika érte a több perces futamok közbeni reklámszünetek miatt.

## Logók

Logó 1984-1987 között mint
Logó 1988-1992. december 4. között mint
Logo 1992. december 5. és 1998. december 31. között.
Logó 2008-2014 között.
Logó 2014. augusztus 28. és 2017. szeptember 1. között.
Logó 2017. szeptember 1. és 2021 szeptember 15. között.
Jelenlegi logó 2021. szeptember 15. óta

A csatorna logója RTL Plusként egy piros kör volt az RTL Plus felirattal és egy ferde vonalon a TELEVISION felirat szerepelt. 1988-tól 92-ig már piros-sárga-kék volt a logó, az RTL feliratot három könyvlapként ábrázolta. Később a piros-sárga-kék mozaikkockás logó lett érvényes, amely 2021-ig többféle változatban létezett (a későbbi változatok térhatásúak voltak). 2021-től a kockák színe kék-türkiz-lilára módosult 29 év után.

## Érdekesség
2022. október 22-től magyarországi testvércsatornája, az RTL Klub is felvette az RTL nevet és átvette a német változat jelenlegi, RTL United arculatát is.

## Műholdas vétele
Több műholdról szabadon vehető, ilyen például az Astra 1L (RTL Deutschland) és a Hotbird 6 (RTL Schweiz).